# Jean-François Thiriart
Jean-François Thiriart (Bruxelles, 22. ožujka 1922. - Bruxelles, 23. studenog 1992.) bio je belgijski političar, pristaša Nove desnice, zagovornik europskog ujedinjenja, neovisnosti i suverenizma.

## Mladost
Thiriart je rođen u liberalno orijentiranoj obitelji koja je potjecala iz belgijskog grada Lièga. U mladosti je bio pripadnik Ujedinjene mlade straže socijalista (franc. Jeune Garde Socialiste Unifiée) i Socijalističkog antifašističkog saveza (franc. Socialiste Anti-Fasciste Union). Kraće vrijeme surađivao je s profesorom Heinrichom Kessemeierom, predsjednikom filozofskog društva Fichte Bund, kojeg je organizirao nacionalboljševistički pokret. Potom je suređivao s nekim ekstremno lijevim elementima koji su podržavali ujedinjenje Belgije s nacionalsocijalističkim Trećim Reichom. Postao je pripadnik društva Prijatelji Velikog Njemačkog Reicha (franc. Amis du Grand Reich Allemand). Zbog toga je 1943. bio osuđen na smrt od strane belgijskih pripadnika pokreta otpora bliskih anglo-američkim saveznicima. Tada je britanski radio naveo njegovo ime na popisu zabrane koji je objavljen pokretu otpora s uputama. Nakon okončanja Drugog svjetskog rata osuđen je na temelju belgijskog kaznenog zakona, pa je određeno vrijeme proveo u zatvoru. Nakon oslobođenja sudac mu je zabranio djelatni rad.

## Zalaganje za paneuropeizam
U vrijeme dekolonizacije Konga 1960., Thiriart je sudjelovao u osnivanju Odbora akciju i obranu belgijske Afrike (franc. Comité d'Action et de Défense des Belges d'Afrique), koji je tada djelovao u sklopu Pokreta građanske akcije (franc. Mouvement d'Action Civique). Kao član tog pokreta, Thiriart se 4. ožujka 1962. u Veneciji sastao s drugim europskim političkim skupinama. Ishod tih sastanaka bila je zajednička deklaracija u kojoj su istakli zajedničko zalaganje u stvaranju "Europske nacionalne stranke, izgrađene na ideji europskog zajedništva, sposobne boriti se protiv američkog porobljenja Zapadne Europe i podržati ponovno ujedinjenje s istočnim narodima, od Poljske do Bugarske preko Mađarske". Međutim, projekt Europske nacionalne stranke ubrzo je propao, uglavnom zbog mikro-nacionalističkih tendencija prisutnih kod talijanskih i njemačkih članova Venecijanskog manifesta.
Lekcija koju je naučio Thiriart ukazivala je na to da se Europska nacionalna stranka ne može temeljiti na savezu mikro-nacionalnih pokreta, već mora imati zajednički europski karakter od začetka. Tako je 1963. osnovana Mlada Europa, pokret čvrste organizacije koji je djelovao u Belgiji, Nizozemskoj, Francuskoj, Švicarskoj, Austriji, Njemačkoj, Italiji, Španjolskoj, Portugalu i Ujedinjenom Kraljevstvu. Politički pravac Mlade Europe sadržan je u Manifestu europske nacije, u kojemu piše: "Između sovjetskog bloka i američkog bloka, naša uloga ima svrhu izgraditi veliku domovinu: ujedinjenu, moćnu i komunitarnu Europu [...] od Bresta do Bukurešta." Cilj je bio snažno ujedinjenje Europe: "Federalna Europa ili 'Europa nacija, oba su pojma koji skrivaju nedostatak iskrenosti i nemogućnost ljudi koji ih podržavaju. [...] Mi osuđujemo mikro-nacionalizam koji drži europske stanovnike razdvojenima".
Zaključak manifesta bio je da Europa mora izabrati neutralnost koju će štititi snažno naoružanje te da u sklopu toga mora imati svoj atomski kapacitet. U sklopu toga je navedeno da Europa mora "napustiti UN-ov cirkus" i podržati Južnu Ameriku koja se "bori za svoje jedinstvo i neovisnost". Izražen je i zahtjev za pronalaženjem novog dominantnog društvenog sustava koji će se distancirati od postojeća dva, prisutna u dva dijela Europe, u kojem bi bila izražena "superiornost radnika nad kapitalistom" i "superiornost čovjeka nad gomilom". U tom vidu, u manifestu piše da mladoeuropljani "žele dinamičnu zajednicu u čijem će radu sudjelovati svi ljudi koji je čine". Također, objavljena je ideja novog organskog predstavništva koje bi zamijenilo dosadašnji parlamentarni sustav: "Politički Senat, Senat Europske Nacije izgrađen na europskim provincijama i sastavljen od najviših uglednika u znanstvenom vidu, u djelovanju, u umjetnosti i književnosti; Dom sindikata koji predstavlja interese svih proizvođača Europe, konačno oslobođen financijske tiranije i strane politike". Manifest je završen ovim riječima: "Odbacujemo 'Europu u teoriji'. Odbacujemo legalističku Europu. Osuđujemo strazburšku Europu zbog njezinog zločina izdajstva. [...] Ili ćemo imati naciju ili ne ćemo imati neovisnost. Protiv ove legalističke Europe, mi predstavljamo stvarnu Europu, Europu naroda, našu Europu. Mi smo europska nacija".
Za članove Mlade Europe bilo je organizirana i politička škola. Škola je između 1966. i 1968. objavljivala mjesečnik L’Europe Communautaire. Mlada Europa pokušala je obrazovati i Europski komunitarni sindikat, a 1968. organizirana je sveučilišna zajednica Università Europea koja je naročito bila snažna u Italiji. Između 1963. i 1966. u Francuskoj je izdavan tjednik Jeune Europe. Pored časopisa u drugim zemljama, u Italiji se izdavao mjesečnik Europa Combattente.
Između 1966. i 1968. objavljivana je i La Nation Européenne, a do 1969. i La Nazione Europea. La Nation Européenne, tjednik velikog formata, koji je u određenim izdanjima sadržavao gotovo pedeset stranica, imao je brojne utjecajne suradnike. U izdanju iz veljače 1969. objavljen je dug Thiriartov intervju s argentinskim predsjednikom Juanom Perónom koji mu je priznao da stalno čita La Nation Européenne i da se u potpunosti slaže s idealima časopisa. U intevrjuu je Perón iznio svoj stav da Fidel Castro i Che Guevara razvijaju borbu za neovisnost Južne Amerike koja je počela godinama prije justikalističkog pokreta. Između ostalog, Perón je u intevjuu izjavio da je "Castro je promicatelj slobode. Morao je tražit pomoć od jednog imperijalizma jer je drugi prijetio da će ga uništiti. No, kubanski cilj je oslobođenje američkih latinskih naroda. Nemaju drugih namjera osim izgradnje kontinentalnih zemalja. Che Guevara je simbol ove borbe. Bio je veliki junak jer je služio velikoj ideji sve dok sam nije postao ta ideja. On je čovjek ideala".
Glede oslobođenja Europe, Thiriart je imao u vidu osnovati Europske revolucionarne brigade kako bi se započela borba protiv SAD-a. U Bukureštu je 1966. stupio u kontakt s kineskim ministrom vanjskih poslova, Zhouom Enlaiom. Od njega je tražio podršku kod uspostavljanja političke i vojne strukture u Europi kako bi se borili protiv zajedničkog neprijatelja. Iduće godine Thririart je djelovao u Alžiru gdje je želio organizirati "europski revolucinarni Reichswehr" kao vojno-političku organizaciju koja bi služila u Africi i na Bliskom Istoku, a kasnije borbu prebacila na europski kontinent.
U jesen 1967., Gérard Bordes, urednik časopisa La Nation Européenne otišao je u Alžir kako bi se upoznao s nekim članovima izvršnog tajništva Narodnooslobodilačke fronte i vijeća za revoluciju. U travnju 1968. Bordes se vratio u Alžir s Memorandumom Vladi Republike Alžir kojeg su potpisali on i Thiriart. U Memorandumu je između ostalog istaknuto da "europski revolucionarni domoljubi podržavaju organiziranje specijalnih bojovnika za buduću borbu protiv Izraela; tehničku obuku za buduća djelovanja u svrhu borbe protiv Amerike u Europi; gradnju protuameričke i protucionističke obavještajne službe istodobno korisnu i arapskim zemljama i Europi".
Dijalog s Alžirom bio je beskoristan, pa je Thiriart pokušao ostvarit vezu s nekim bliskoistočnim arapskim državama. Militant Mlade Europe, Roger Coudroy, poginuo je u borbi s izraleskim snagama 3. lipnja 1968. kada je pokušao ući u Palestinu sa skupinom Fatah.
U jesen 1968. Thiriarta su pozvale vlade Iraka i Egipta te Baasistička stranka. U Egiptu je sudjelovao na sastancima Arapske socijalističke stranke, egipatske vladine stranke. Dočekalo ga je nekoliko ministara, a sastao se i s predsjednikom Gamalom Naserom. U Iraku je upoznao nekoliko političara, među kojima su bili i vođe Palestinske oslobodilačke organizacije. Također je dao intervju nekim novinama i medijima.
Glavni cilj njegovog putovanja bio je pokušaj dobivanja podrške pri stvaranju Europskih brigada, koje bi sudjelovale u narodnoosobodilačkoj borbi Palestine, a nakon toga postale temelj za narodnooslobodilačku vojsku Europe. Iračka vlada uskratila je pomoć pod sovjetskim pritiskom čime je propao i Thiriartov pokušaj. Razočaran neuspjehom i bez novčanih sredstava koji bi podržali njegovu političku borbu na visokoj razini, Thiriart je odlučio prekinuti svoju političku aktivnost.

## Profesionalna i sindikalna djelatnost i ponovni politički angažman
Između 1969. i 1981. Thiriart se profesionalno bavio optometrijom i sindikalnim radom. U svom profesionalnom radu postigao je brojne uspjehe. Bio je predsjednik Europskog društva za optometriju, Belgijske narodne zajednice optometrista i optičara i Centra za studije i optičke znanosti. Također je bio savjetnik u nekoliko povjerenstava Europske ekonomske zajednice. Dao je i intervju Michaelu Schneideru 1975. za časopis Les Cahiers du Centre de Documentation Politique Universitaire iz Aix-en-Provenca. U tom razdoblju pomogao je i Yannicku Sauveuru u pisanju sveučilišnog istraživanja Jean Thiriart i europski nacional-komunitarizam (Pariško sveučilište, 1978.). Drugo istraživanje objavio je Jean Beelen o Pokretu građanske akcije (franc. Mouvement d'Action Civique) na Slobodnom sveučilištu u Bruxellesu šest godina radnije.
Uz sudjelovanje izraelske obavještajne službe napadnut je njegov Thiriartov ured u Bruxellesu, što je nagnalo Thrirarta da se ponovno politički angažira. Ponovno je stupio u vezu s distributerom njegovog tiska La Nation Européenne i španjolskim povjesničarom Bernardom Gilom Mugarzom koji mu je u dugom intervjuu dao priliku da ponovno i bolje pojasni svoju političku misao. To je Thiriartu dalo povoda da napiše novu knjigu koju je planirao izdati na španjolskom i njemačkom jeziku, no nije ju nikada uspio objaviti.
| Zapadna Europa, slobodna od američkog utjecaja, dopustila bi Sovjetskom Savezu da preuzme ulogu antagonista prema SAD-u. Zapadna Europa u savezu, ili Zapadna Europa agregirana SSSR-u, bila bi kraj američkog imperijalizma. [...] Ako Rusi žele razdvojiti Europljane od Amerike, onda nužno moraju dugoročno raditi za ovaj cilj - potrebno je da nam ponude priliku da stvorimo europsku političku organizaciju protiv američkog zlatnog ropstva. Ako se boje ove političke organizacije, onda bolji način svladavanja straha leži u ujedinjenju s ovim strahom. — Jean-François Thiriart, Prague, l’URSS et l’Europe, La Nation Européenne, 29. studenoga 1968. |

Ranih 1980-ih Thiriart je radio na knjizi koju nikada nije dovršio - Euro-sovjetsko carstvo od Vladivostoka do Dublina. Knjiga je trebala sadržavati petnaest poglavlja, a svako poglavlje je trebalo sadržavati veći broj paragrafa. Kako je vidljivo u naslovu knjige, mišljenje Thiriarta o Sovjetskom Savezu u potpunosti se promijenilo. Napustio je svoj raniji slogan "ni Washington ni Moskva" te prihvatio novi - "S Moskvom protiv Washingtona". Zapravo, trinaest godina ranije, 1968., Thiriart je u članku Prague, l’URSS et l’Europe (La Nation Européenne, 29. studenoga 1968.) izarzio zadovoljstvo zbog sovjetske vojne intervencije u Pragu u vrijeme Praškog proljeća za koje je smatrao da je "cionistička urota" te je zacrtao "strategiju pozornosti" prema SSSR-u.
U kolovozu 1992., Thiriart je, zajedno s Michaelom Schneiderom, čelnikom časopisa Nationalisme et République, otišao u Moskvu. U Moskvi su se susreli s Aleksandrom Duginom koji se već ranije upoznao s Alainom de Benostiom i Robertom Steuckersom u ožujku iste godine.
Thiriartova djelatnost u Moskvi, gdje su također boravili i Carlo Terracciano te Marco Battarra kao članovi Europske oslobodilačke fronte, bila je vrlo intenzivna. Organizirao je konferencije, intervjue, sudjelovao na okruglim stolovima s Aleksandrom Prohanovim, Jegorom Ligačjovim, Duginom i Šamilovm Sultanovim u sjedištu časopisa Den koji je objavio i njegov članak Europa do Vladivostoka. Thiriart je imao i sastanke s Genadijem Zjuganovim, predsjednikom Komunističke partije i drugim pripadnicima "crveno-smeđe" oporbe, kao što su Nikolaj Pavlov i Sergej Baburin. Također je vodio raspravu s filozofom i vođom Stranke islamskog preporoda Gajdarom Džemalom, a sudjelovao je i na okupljanju arapskih studenata na ulicama Moskve.
Tri mjeseca nakon što se vratio u Belgiju, 23. studenog 1992., Thiriart je umro zbog infarkta miokarda.